# ديلفين ليدوكس
ديلفين ليدوكس (بالفرنسية: Delphine Ledoux)‏ هي لاعبة جمباز إيقاعي فرنسية، ولدت في 15 مايو 1985 في كاليه في فرنسا.

## وصلات خارجية
- ديلفين ليدوكس على موقع الاتحاد الدولي للجمباز (licence) (الإنجليزية)
- ديلفين ليدوكس على موقع الاتحاد الدولي للجمباز (biography) (الإنجليزية)
- ديلفين ليدوكس على موقع اللجنة الأولمبية الدولية (الإنجليزية)
- ديلفين ليدوكس على موقع أوليمبيديا (الإنجليزية)
- ديلفين ليدوكس على موقع اللجنة الأولمبية الفرنسية (مؤرشف) (الفرنسية)